# Maçanet de Cabrenys
Maçanet de Cabrenys (Spaans: Massanet de Cabrenys) is een dorp en gemeente in de Spaanse provincie Girona en in de autonome regio Catalonië. Maçanet de Cabrenys heeft 740 inwoners (1 januari 2016).

## Aangrenzende gemeenten
Maçanet de Cabrenys heeft een oppervlakte van 68 km² en grenst in Spanje aan de gemeenten Albanyà, La Vajol en Sant Llorenç de la Muga. De gemeente grenst aan Frankrijk, waardoor Maçanet de Cabrenys ook aan Coustouges, Saint-Laurent-de-Cerdans, Reynès, Amélie-les-Bains-Palalda, Céret en Maureillas-las-Illas grenst.

## Dorpen
Binnen de gemeente liggen de dorpen:
- Arnera
- Les Creus
- Maçanet de Cabrenys
- Les Mines
- Oliveda
- Les Salines
- Tapis
- Els Vilars

## Foto

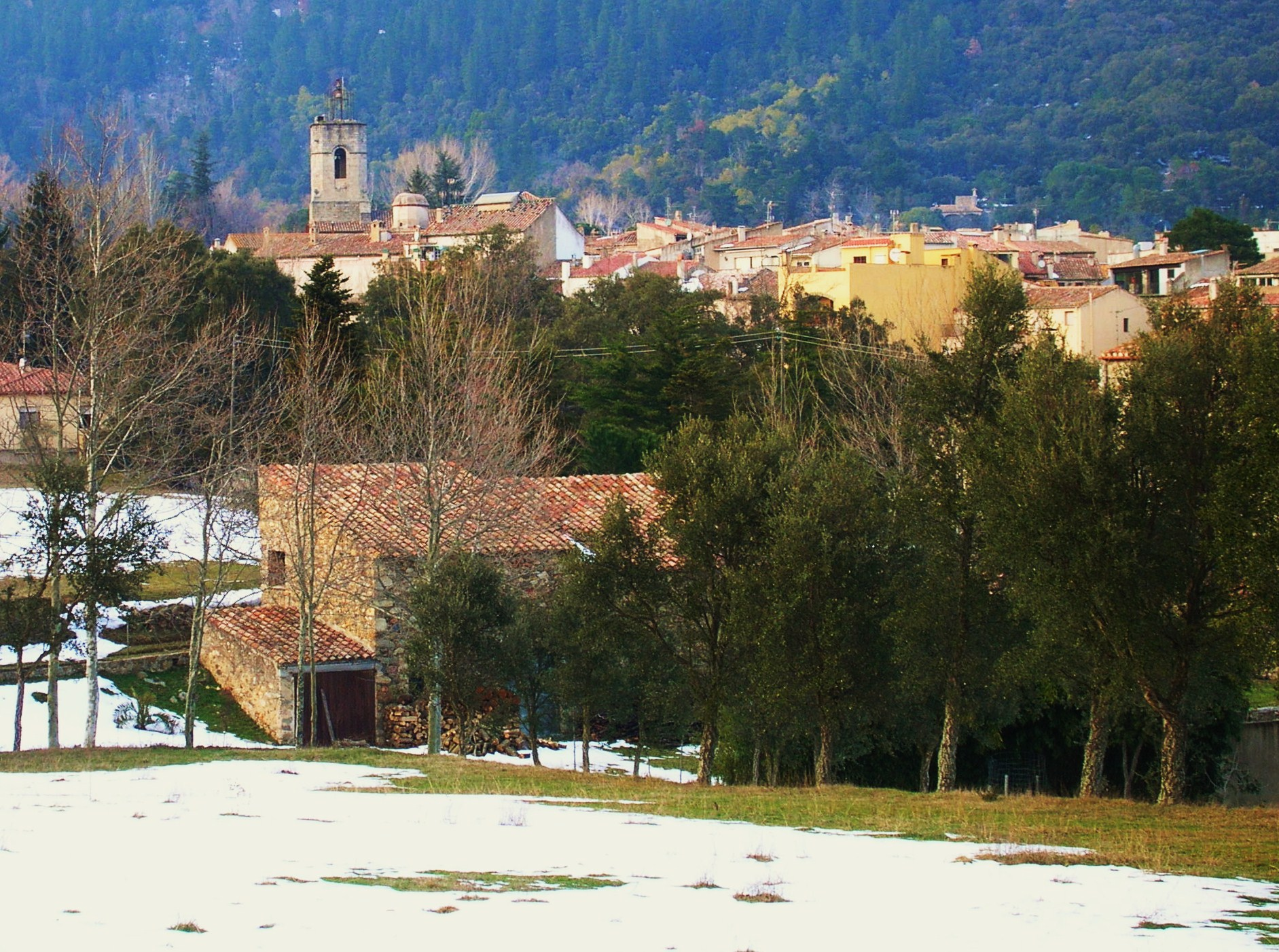
Panorama op het dorp

## Demografische ontwikkeling
Bron: INE, 1857-2011: volkstellingen
Opm.: In 1857 werden de gemeenten Llaona en San Pedro dels Vilars aangehecht